# Vladimír Vymětalík
Vladimír Vymětalík (1. ledna 1941 Velehrad – 29. srpna 1967 státní hranice u Mikulova) byl český technik, který byl v roce 1967 zastřelen československou Pohraniční stráží při snaze o překročení státní hranice do Rakouska při útěku z Československa.
Narodil se v roce 1941 ve Velehradě. Po studiu pracoval v Mikulově jako technik. V době svého útěk žil v Mikulově u svých rodičů a byl svobodný.
Dne 29. srpna 1967 se pokusil z Československa uprchnout, když chtěl spolu s Annou Peičovou krátce po druhé hodině ranní překročit státní hranici u Mikulova. Po vstupu do hraničního pásma, kdy se dvojice pokusila přestříhat první plot, byla Pohraniční stráž upozorněna signalizací, dvojici se ji však u hranice dopadnout nejprve nepodařilo. Před pátou hodinnou ranní však byli dopadeni na jiném místě, přičemž Vymětalík se snažil pohraničníkům uprchnout zpět do československého vnitrozemí, načež byl v ovocném sadu jedním z nich střelen ze samopalu do stehna, přičemž došlo k narušení stehenní tepny. Po zadržení byl převezen do Mikulova, kde svým zraněním podlehl.
Otec Alois dostal za smrt svého syna v roce 1968 odškodnění. Případ byl po sametové revoluci prošetřován, nikdo však za něj odsouzen nebyl. Vymětalík je pohřben na mikulovském hřbitově. V Mikulově byla v roce 2014 instalována pamětní deska, na níž je uvedeno i Vymětalíkovo jméno.